# هارولد ساكاتا
هارولد ساكاتا (بالإنجليزية: Harold Sakata)‏ هو رباع ومصارع محترف وممثل أمريكي، ولد في 1 يوليو 1920 في الولايات المتحدة، وتوفي في 29 يوليو 1982 بهونولولو في الولايات المتحدة بسبب سرطان الكبد.

## أعمال

### أفلام
- (1964) إصبع الذهب[5][6]

## وصلات خارجية
- هارولد ساكاتا على موقع CageMatch worker (الإنجليزية)
- هارولد ساكاتا على موقع قاعدة بيانات المصارعة على الإنترنت (الإنجليزية)
- هارولد ساكاتا على موقع عالم المصارعة على الإنترنت (الإنجليزية)
- هارولد ساكاتا على موقع عالم المصارعة على الإنترنت (الإنجليزية)
- هارولد ساكاتا على موقع اللجنة الأولمبية الدولية (الإنجليزية)
- هارولد ساكاتا على موقع أوليمبيديا (الإنجليزية)
- هارولد ساكاتا على موقع قاعة هاواي للمشاهير الرياضية (مؤرشف) (الإنجليزية)

- هارولد ساكاتا على موقع IMDb (الإنجليزية)
- هارولد ساكاتا على موقع الموسوعة البريطانية (الإنجليزية)
- هارولد ساكاتا على موقع ألو سيني (الفرنسية)
- هارولد ساكاتا على موقع أول موفي (الإنجليزية)
- هارولد ساكاتا على موقع قاعدة بيانات الأفلام السويدية (السويدية)
- هارولد ساكاتا على موقع قاعدة بيانات الفيلم (الإنجليزية)
- هارولد ساكاتا على موقع كينوبويسك (الروسية)